# Graham Spur
Der Graham Spur ist ein 505 m hoher und hauptsächlich vereister Gebirgskamm an der Wilkins-Küste des Palmerlands auf der Antarktischen Halbinsel. Mit markanten Felsvorsprüngen im Zentrum und am Ausläufer ragt er 10 km südlich des James-Nunatak an der Nordwestseite des Hughes-Piedmont-Gletschers auf.
Der United States Geological Survey kartierte ihn im Jahr 1974. Das Advisory Committee on Antarctic Names benannte ihn 1976 nach William L. Graham, Biologe des United States Antarctic Research Program und wissenschaftlicher Leiter der Palmer-Station im Jahr 1972.